# Iole Mancini
Iole Mancini (Nemi, 19 febbraio 1920 – Roma, 2 dicembre 2024) è stata una partigiana italiana.

## Biografia
Partigiana Italiana, nel 1944 divenne staffetta del GAP centrale "Sozzi - Garibaldi". Aveva sposato Ernesto Borghesi, che aveva partecipato all'azione di Via Rasella e al fallito attentato a Vittorio Mussolini.
Quando morì, a 104 anni, era l'ultima testimone ancora vivente delle violenze nella prigione di via Tasso, a Roma, dove fu torturata a più riprese da Eric Priebke, senza però tradire né il marito né compagni.
Trasportata dai nazisti fuori da Roma insieme ad altri prigionieri, riuscì a salvarsi dall'eccidio de La Storta perché il camion dove si trovava non partì.
Nel 2022 testimoniò la sua storia nel libro Un amore partigiano, scritto con il giornalista Concetto Vecchio. Il volume è stato presentato al Quirinale in presenza del Presidente della Repubblica Sergio Mattarella.
La notizia della sua morte, avvenuta a Roma il 2 dicembre 2024, è stata comunicata dall'ANPI. I funerali si sono svolti il 5 dicembre successivo presso la Basilica di San Lorenzo fuori le mura.

## Opere
- Iole Mancini e Concetto Vecchio, Un amore partigiano, Feltrinelli, 2022, ISBN 9788807493195.